# Giải bóng đá A1 toàn quốc 1981–82
Giải bóng đá A1 toàn quốc 1981–82 là mùa giải thứ hai của Giải bóng đá A1 toàn quốc, giải đấu bóng đá hạng cao nhất Việt Nam. Giải diễn ra từ ngày 8 tháng 3 năm 1981 đến ngày 4 tháng 4 năm 1982 với 17 đội bóng tham dự, trong đó có hai đội mới thăng hạng (Than Quảng Ninh, Công nhân Xây dựng Hà Nội) và Câu lạc bộ Quân đội (không tham gia mùa giải trước). Đội Công nghiệp Thực phẩm tham gia mùa giải này với tên mới Lương thực Thực phẩm. 17 đội được chia làm 2 bảng thi đấu vòng tròn hai lượt, đội đứng cuối bảng xuống hạng còn 3 đội đứng đầu mỗi bảng vào vòng chung kết đấu vòng tròn 1 lượt để chọn ra đội vô địch.

## Thể thức
Giải đấu bao gồm hai giai đoạn:
- Vòng bảng: 17 đội bóng được chia làm 2 bảng, thi đấu vòng tròn hai lượt. Ba đội đứng đầu mỗi bảng lọt vào vòng chung kết, đội xếp cuối bảng sẽ phải xuống hạng.
- Vòng chung kết: 6 đội đứng đầu từ hai bảng thi đấu vòng tròn một lượt, đội có nhiều điểm nhất là đội vô địch.

## Vòng bảng
Vòng bảng đã diễn ra từ ngày 8 tháng 3 đến 25 tháng 10 năm 1981.

### Bảng A
| VT | Đội                  | ST | T | H  | B | BT | BB | HS  | Đ  | Giành quyền tham dự hoặc xuống hạng |
| -- | -------------------- | -- | - | -- | - | -- | -- | --- | -- | ----------------------------------- |
| 1  | Than Quảng Ninh      | 16 | 6 | 9  | 1 | 32 | 19 | +13 | 21 | Lọt vào vòng chung kết              |
| 2  | Công an Hà Nội       | 16 | 5 | 9  | 2 | 18 | 15 | +3  | 19 | Lọt vào vòng chung kết              |
| 3  | Quân khu Thủ đô      | 16 | 5 | 8  | 3 | 19 | 15 | +4  | 18 | Lọt vào vòng chung kết              |
| 4  | Phòng không          | 16 | 6 | 4  | 6 | 19 | 20 | −1  | 16 |                                     |
| 5  | Hải Quan             | 16 | 4 | 7  | 5 | 15 | 15 | 0   | 15 |                                     |
| 6  | Tây Ninh             | 16 | 4 | 7  | 5 | 20 | 21 | −1  | 15 |                                     |
| 7  | Cảng Hải Phòng       | 16 | 2 | 10 | 4 | 18 | 20 | −2  | 14 |                                     |
| 8  | Phú Khánh            | 16 | 5 | 4  | 7 | 14 | 25 | −11 | 14 |                                     |
| 9  | Lương thực Thực phẩm | 16 | 3 | 6  | 7 | 16 | 21 | −5  | 12 | Xuống hạng                          |

| Lượt đi | Lượt đi | Lượt đi | Trận đấu             | Trận đấu | Trận đấu             | Lượt về | Lượt về | Lượt về |
| ------- | ------- | ------- | -------------------- | -------- | -------------------- | ------- | ------- | ------- |
| Vòng    | Sân     | Tỷ số   | Đội                  |          | Đội                  | Tỷ số   | Sân     | Vòng    |
| Vòng 1  |         | 0-1     | Lương thực Thực phẩm | -        | Cảng Hải Phòng       | 1-1     |         | Vòng 10 |
| Vòng 1  |         | 1-2     | Quân khu Thủ đô      | -        | Phòng không          | 0-0     |         | Vòng 10 |
| Vòng 1  |         | 3-1     | Than Quảng Ninh      | -        | Phú Khánh            | 3-0     |         | Vòng 10 |
| Vòng 1  |         | 0-0     | Công an Hà Nội       | -        | Tây Ninh             | 1-1     |         | Vòng 10 |
| Vòng 2  |         | 2-2     | Hải Quan             | -        | Cảng Hải Phòng       | 0-0     |         | Vòng 11 |
| Vòng 2  |         | 1-1     | Quân khu Thủ đô      | -        | Than Quảng Ninh      | 1-1     |         | Vòng 11 |
| Vòng 2  |         | 1-0     | Công an Hà Nội       | -        | Phòng không          | 1-0     |         | Vòng 11 |
| Vòng 2  |         | 1-0     | Phú Khánh            | -        | Tây Ninh             | 0-4     |         | Vòng 11 |
| Vòng 3  |         | 0-0     | Hải Quan             | -        | Quân khu Thủ đô      | 0-1     |         | Vòng 12 |
| Vòng 3  |         | 2-0     | Phòng không          | -        | Lương thực Thực phẩm | 1-1     |         | Vòng 12 |
| Vòng 3  |         | 2-2     | Than Quảng Ninh      | -        | Tây Ninh             | 4-1     |         | Vòng 12 |
| Vòng 3  |         | 2-1     | Công an Hà Nội       | -        | Phú Khánh            | 0-0     |         | Vòng 12 |
| Vòng 4  |         | 2-0     | Hải Quan             | -        | Phòng không          | 1-0     |         | Vòng 13 |
| Vòng 4  |         | 1-2     | Lương thực Thực phẩm | -        | Phú Khánh            | 2-2     |         | Vòng 13 |
| Vòng 4  |         | 1-1     | Cảng Hải Phòng       | -        | Tây Ninh             | 1-1     |         | Vòng 13 |
| Vòng 4  |         | 2-2     | Công an Hà Nội       | -        | Than Quảng Ninh      | 2-2     |         | Vòng 13 |
| Vòng 5  |         | 0-2     | Hải Quan             | -        | Than Quảng Ninh      | 2-2     |         | Vòng 14 |
| Vòng 5  |         | 2-1     | Lương thực Thực phẩm | -        | Tây Ninh             | 1-1     |         | Vòng 14 |
| Vòng 5  |         | 0-0     | Công an Hà Nội       | -        | Cảng Hải Phòng       | 0-0     |         | Vòng 14 |
| Vòng 5  |         | 4-0     | Quân khu Thủ đô      | -        | Phú Khánh            | 1-1     |         | Vòng 14 |
| Vòng 6  |         | 0-0     | Hải Quan             | -        | Phú Khánh            | 0-1     |         | Vòng 15 |
| Vòng 6  |         | 2-1     | Công an Hà Nội       | -        | Lương thực Thực phẩm | 1-2     |         | Vòng 15 |
| Vòng 6  |         | 3-2     | Phòng không          | -        | Cảng Hải Phòng       | 2-2     |         | Vòng 15 |
| Vòng 6  |         | 2-2     | Quân khu Thủ đô      | -        | Tây Ninh             | 0-2     |         | Vòng 15 |
| Vòng 7  |         | 1-2     | Hải Quan             | -        | Công an Hà Nội       | 2-2     |         | Vòng 16 |
| Vòng 7  |         | 2-0     | Quân khu Thủ đô      | -        | Lương thực Thực phẩm | 0-2     |         | Vòng 16 |
| Vòng 7  |         | 0-1     | Than Quảng Ninh      | -        | Cảng Hải Phòng       | 2-2     |         | Vòng 16 |
| Vòng 7  |         | 2-0     | Phòng không          | -        | Tây Ninh             | 2-3     |         | Vòng 16 |
| Vòng 8  |         | 0-1     | Hải Quan             | -        | Tây Ninh             | 2-0     |         | Vòng 17 |
| Vòng 8  |         | 1-0     | Than Quảng Ninh      | -        | Lương thực Thực phẩm | 1-1     |         | Vòng 17 |
| Vòng 8  |         | 2-1     | Quân khu Thủ đô      | -        | Cảng Hải Phòng       | 1-1     |         | Vòng 17 |
| Vòng 8  |         | 1-0     | Phòng không          | -        | Phú Khánh            | 1-0     |         | Vòng 17 |
| Vòng 9  |         | 1-1     | Hải Quan             | -        | Lương thực Thực phẩm | 2-1     |         | Vòng 18 |
| Vòng 9  |         | 1-2     | Cảng Hải Phòng       | -        | Phú Khánh            | 2-3     |         | Vòng 18 |
| Vòng 9  |         | 1-2     | Công an Hà Nội       | -        | Quân khu Thủ đô      | 1-1     |         | Vòng 18 |
| Vòng 9  |         | 1-4     | Phòng không          | -        | Than Quảng Ninh      | 2-2     |         | Vòng 18 |

### Bảng B
| VT | Đội                                  | ST | T  | H | B | BT | BB | HS  | Đ  | Giành quyền tham dự hoặc xuống hạng |
| -- | ------------------------------------ | -- | -- | - | - | -- | -- | --- | -- | ----------------------------------- |
| 1  | Câu lạc bộ Quân đội                  | 14 | 10 | 2 | 2 | 25 | 11 | +14 | 22 | Lọt vào vòng chung kết              |
| 2  | Sở Công nghiệp Thành phố Hồ Chí Minh | 14 | 6  | 4 | 4 | 23 | 18 | +5  | 16 | Lọt vào vòng chung kết              |
| 3  | Quân khu 3                           | 14 | 6  | 4 | 4 | 17 | 13 | +4  | 16 | Lọt vào vòng chung kết              |
| 4  | Tổng cục Đường sắt                   | 14 | 4  | 6 | 4 | 18 | 16 | +2  | 14 |                                     |
| 5  | Cảng Sài Gòn                         | 14 | 4  | 5 | 5 | 12 | 14 | −2  | 13 |                                     |
| 6  | Công nhân Nghĩa Bình                 | 14 | 3  | 5 | 6 | 17 | 24 | −7  | 11 |                                     |
| 7  | Công nhân Xây dựng Hà Nội            | 14 | 2  | 6 | 6 | 11 | 18 | −7  | 10 |                                     |
| 8  | Công nhân Xây dựng Hải Phòng         | 14 | 3  | 4 | 7 | 8  | 17 | −9  | 10 | Xuống hạng                          |

| Lượt đi | Lượt đi | Lượt đi | Trận đấu                             | Trận đấu | Trận đấu                             | Lượt về | Lượt về | Lượt về |
| ------- | ------- | ------- | ------------------------------------ | -------- | ------------------------------------ | ------- | ------- | ------- |
| Vòng    | Sân     | Tỷ số   | Đội                                  |          | Đội                                  | Tỷ số   | Sân     | Vòng    |
| Vòng 1  |         | 0-2     | Công nhân Xây dựng Hà Nội            | -        | Sở Công nghiệp Thành phố Hồ Chí Minh | 1-1     |         | Vòng 8  |
| Vòng 1  |         | 2-0     | Câu lạc bộ Quân đội                  | -        | Công nhân Xây dựng Hải Phòng         | 3-1     |         | Vòng 8  |
| Vòng 1  |         | 1-4     | Công nhân Nghĩa Bình                 | -        | Tổng cục Đường sắt                   | 0-0     |         | Vòng 8  |
| Vòng 1  |         | 0-1     | Quân khu 3                           | -        | Cảng Sài Gòn                         | 3-1     |         | Vòng 8  |
| Vòng 2  |         | 2-1     | Sở Công nghiệp Thành phố Hồ Chí Minh | -        | Câu lạc bộ Quân đội                  | 0-1     |         | Vòng 9  |
| Vòng 2  |         | 1-0     | Công nhân Nghĩa Bình                 | -        | Công nhân Xây dựng Hải Phòng         | 1-1     |         | Vòng 9  |
| Vòng 2  |         | 1-0     | Tổng cục Đường sắt                   | -        | Quân khu 3                           | 1-2     |         | Vòng 9  |
| Vòng 2  |         | 0-1     | Cảng Sài Gòn                         | -        | Công nhân Xây dựng Hà Nội            | 0-0     |         | Vòng 9  |
| Vòng 3  |         | 2-0     | Câu lạc bộ Quân đội                  | -        | Công nhân Nghĩa Bình                 | 3-2     |         | Vòng 10 |
| Vòng 3  |         | 0-1     | Cảng Sài Gòn                         | -        | Sở Công nghiệp Thành phố Hồ Chí Minh | 2-2     |         | Vòng 10 |
| Vòng 3  |         | 3-1     | Quân khu 3                           | -        | Công nhân Xây dựng Hà Nội            | 2-1     |         | Vòng 10 |
| Vòng 3  |         | 2-0     | Tổng cục Đường sắt                   | -        | Công nhân Xây dựng Hải Phòng         | 1-1     |         | Vòng 10 |
| Vòng 4  |         | 0-1     | Quân khu 3                           | -        | Công nhân Xây dựng Hải Phòng         | 0-0     |         | Vòng 11 |
| Vòng 4  |         | 4-2     | Câu lạc bộ Quân đội                  | -        | Công nhân Xây dựng Hà Nội            | 0-0     |         | Vòng 11 |
| Vòng 4  |         | 2-0     | Cảng Sài Gòn                         | -        | Công nhân Nghĩa Bình                 | 1-2     |         | Vòng 11 |
| Vòng 4  |         | 3-2     | Tổng cục Đường sắt                   | -        | Sở Công nghiệp Thành phố Hồ Chí Minh | 0-1     |         | Vòng 11 |
| Vòng 5  |         | 1-0     | Cảng Sài Gòn                         | -        | Công nhân Xây dựng Hải Phòng         | 2-1     |         | Vòng 12 |
| Vòng 5  |         | 1-2     | Công nhân Xây dựng Hà Nội            | -        | Công nhân Nghĩa Bình                 | 1-0     |         | Vòng 12 |
| Vòng 5  |         | 2-1     | Câu lạc bộ Quân đội                  | -        | Tổng cục Đường sắt                   | 2-0     |         | Vòng 12 |
| Vòng 5  |         | 1-1     | Quân khu 3                           | -        | Sở Công nghiệp Thành phố Hồ Chí Minh | 1-0     |         | Vòng 12 |
| Vòng 6  |         | 0-0     | Tổng cục Đường sắt                   | -        | Cảng Sài Gòn                         | 2-2     |         | Vòng 13 |
| Vòng 6  |         | 2-3     | Công nhân Nghĩa Bình                 | -        | Sở Công nghiệp Thành phố Hồ Chí Minh | 4-4     |         | Vòng 13 |
| Vòng 6  |         | 1-0     | Công nhân Xây dựng Hải Phòng         | -        | Công nhân Xây dựng Hà Nội            | 0-0     |         | Vòng 13 |
| Vòng 6  |         | 2-0     | Câu lạc bộ Quân đội                  | -        | Quân khu 3                           | 1-3     |         | Vòng 13 |
| Vòng 7  |         | 1-1     | Quân khu 3                           | -        | Công nhân Nghĩa Bình                 | 1-1     |         | Vòng 14 |
| Vòng 7  |         | 0-0     | Tổng cục Đường sắt                   | -        | Công nhân Xây dựng Hà Nội            | 3-3     |         | Vòng 14 |
| Vòng 7  |         | 0-3     | Công nhân Xây dựng Hải Phòng         | -        | Sở Công nghiệp Thành phố Hồ Chí Minh | 2-1     |         | Vòng 14 |
| Vòng 7  |         | 0-0     | Câu lạc bộ Quân đội                  | -        | Cảng Sài Gòn                         | 2-0     |         | Vòng 14 |

## Vòng chung kết
Vòng chung kết đã diễn ra từ ngày 17 tháng 3 đến 4 tháng 4 năm 1982.
| VT | Đội                                  | ST | T | H | B | BT | BB | HS | Đ |
| -- | ------------------------------------ | -- | - | - | - | -- | -- | -- | - |
| 1  | Câu lạc bộ Quân đội (C)              | 5  | 4 | 0 | 1 | 8  | 4  | +4 | 8 |
| 2  | Quân khu Thủ đô                      | 5  | 3 | 1 | 1 | 7  | 5  | +2 | 7 |
| 3  | Công an Hà Nội                       | 5  | 2 | 2 | 1 | 5  | 4  | +1 | 6 |
| 4  | Sở Công nghiệp Thành phố Hồ Chí Minh | 5  | 2 | 1 | 2 | 8  | 8  | 0  | 5 |
| 5  | Than Quảng Ninh                      | 5  | 1 | 0 | 4 | 4  | 6  | −2 | 2 |
| 6  | Quân khu 3                           | 5  | 0 | 2 | 3 | 5  | 10 | −5 | 2 |

| Vòng   | Ngày       | Sân       | Đội                                  | Tỷ số | Đội                                  |
| ------ | ---------- | --------- | ------------------------------------ | ----- | ------------------------------------ |
| Vòng 1 | 17 tháng 3 | Hà Nội    | Công an Hà Nội                       | 1-1   | Quân khu 3                           |
| Vòng 1 | 17 tháng 3 | Hải Phòng | Than Quảng Ninh                      | 0-1   | Câu lạc bộ Quân đội                  |
| Vòng 1 | 17 tháng 3 | Đà Nẵng   | Quân khu Thủ đô                      | 2-1   | Sở Công nghiệp Thành phố Hồ Chí Minh |
| Vòng 2 | 21 tháng 3 | Hà Nội    | Than Quảng Ninh                      | 0-1   | Công an Hà Nội                       |
| Vòng 2 | 24 tháng 3 | TP.HCM    | Câu lạc bộ Quân đội                  | 3-1   | Sở Công nghiệp Thành phố Hồ Chí Minh |
| Vòng 2 | 25 tháng 3 | TP.HCM    | Quân khu Thủ đô                      | 2-2   | Quân khu 3                           |
| Vòng 3 | 28 tháng 3 | TP.HCM    | Sở Công nghiệp Thành phố Hồ Chí Minh | 2-1   | Than Quảng Ninh                      |
| Vòng 3 | 28 tháng 3 | Long An   | Công an Hà Nội                       | 0-1   | Quân khu Thủ đô                      |
| Vòng 3 | 28 tháng 3 | Tây Ninh  | Câu lạc bộ Quân đội                  | 2-1   | Quân khu 3                           |
| Vòng 4 | 31 tháng 3 | TP.HCM    | Quân khu Thủ đô                      | 1-2   | Câu lạc bộ Quân đội                  |
| Vòng 4 | 1 tháng 4  | Long An   | Sở Công nghiệp Thành phố Hồ Chí Minh | 2-2   | Công an Hà Nội                       |
| Vòng 4 | 1 tháng 4  | TP.HCM    | Than Quảng Ninh                      | 3-1   | Quân khu 3                           |
| Vòng 5 | 4 tháng 4  | Long An   | Quân khu Thủ đô                      | 1-0   | Than Quảng Ninh                      |
| Vòng 5 | 4 tháng 4  | Tây Ninh  | Sở Công nghiệp Thành phố Hồ Chí Minh | 2-0   | Quân khu 3                           |
| Vòng 5 | 4 tháng 4  | TP.HCM    | Công an Hà Nội                       | 1-0   | Câu lạc bộ Quân đội                  |

| Vô địch Giải bóng đá A1 toàn quốc 1981–82 |
| ----------------------------------------- |
| Câu lạc bộ Quân đội Lần thứ nhất          |